# Météorologie aéronautique
La météorologie aéronautique est la branche de la météorologie  s'occupant de tous les phénomènes concernant ou menaçant directement les pratiques aéronautiques.
Une connaissance précise de l'atmosphère est en effet essentielle pour pratiquer l'aviation et l'aérostation. C'est dans l'atmosphère que se déplacent les aéronefs : ils y rencontrent une majorité de phénomènes gênants voire dangereux.

## Atmosphère

### Nature de l'atmosphère
L'atmosphère est l'enveloppe gazeuse de la Terre et qu'on appelle air. Outre les différents gaz (diazote, dioxygène, argon, vapeur d'eau, etc.), elle contient également des gouttelettes liquides (comme l'eau des nuages et du brouillard) et des particules solides en suspension (poussières, rejets industriels, cendres volcaniques).

### Pression
Dans l'hypothèse hydrostatique, en un point donné de l'atmosphère, la pression atmosphérique correspond au poids de la colonne d'air sur une unité de surface. Ne disposant historiquement d'aucun autre moyen de mesurer l'altitude d'un aéronef, c'est un modèle hydrostatique normalisé d'atmosphère, l'atmosphère OACI qui a servi de référence d'altitude et à étalonner les altimètres. L'unité de mesure est le pascal (de symbole : Pa) mais son multiple, l'hectopascal (de symbole : hPa), est plus couramment utilisé. La pression moyenne au niveau de la mer est de 1013,25 hPa. À mesure que l'on s'élève, le poids de la colonne d'air diminuant, la pression diminue d'un facteur 10 tous les 15 km. À 5500 m par exemple, elle est de 500 hPa. Cette propriété est utilisée pour mesurer l'altitude d'un avion par une simple conversion pression-altitude dans un instrument appelé altimètre.
Néanmoins, la pression au niveau du sol n'est pas constante. Elle varie, quelquefois très rapidement, pour une même variation  en altitude. Pour mesurer une hauteur par rapport au sol ou une altitude, il faut recaler la référence altimétrique avec la pression effective au niveau du sol (que les pilotes appellent le QFE) ou ramenée au niveau de la mer (que les pilotes appellent le QNH). Ces valeurs sont indiquées aux pilotes par des stations au sol.
Notez bien que les valeurs indiquées par l'altimètre ne sont pas des distances géométriques réelles car cet instrument est étalonné à partir d'une atmosphère moyenne (atmosphère standard type OACI) et ne prend donc pas en compte les conditions de l'atmosphère réelle.

### Phénomènes synoptiques
Les différences de pression d'une zone géographique à l'autre vont inciter l'air à se déplacer (des zones de haute pression vers les zones de basse pression). Sous l'effet de la rotation de la Terre (force de Coriolis), le vent va prendre une direction telle qu'en fait il va s'enrouler autour des zones de hautes pressions et de basses pressions, suivant les lignes d'égales pressions ou isobares. En raison de la friction du vent sur le sol, dans les basses couches de l'atmosphère, le vent est plus faible qu'en altitude et dévié d'environ 30° (vers la gauche dans l'hémisphère nord). Cette friction crée en outre des turbulences.

## Phénomènes généraux et particuliers

### Nuages

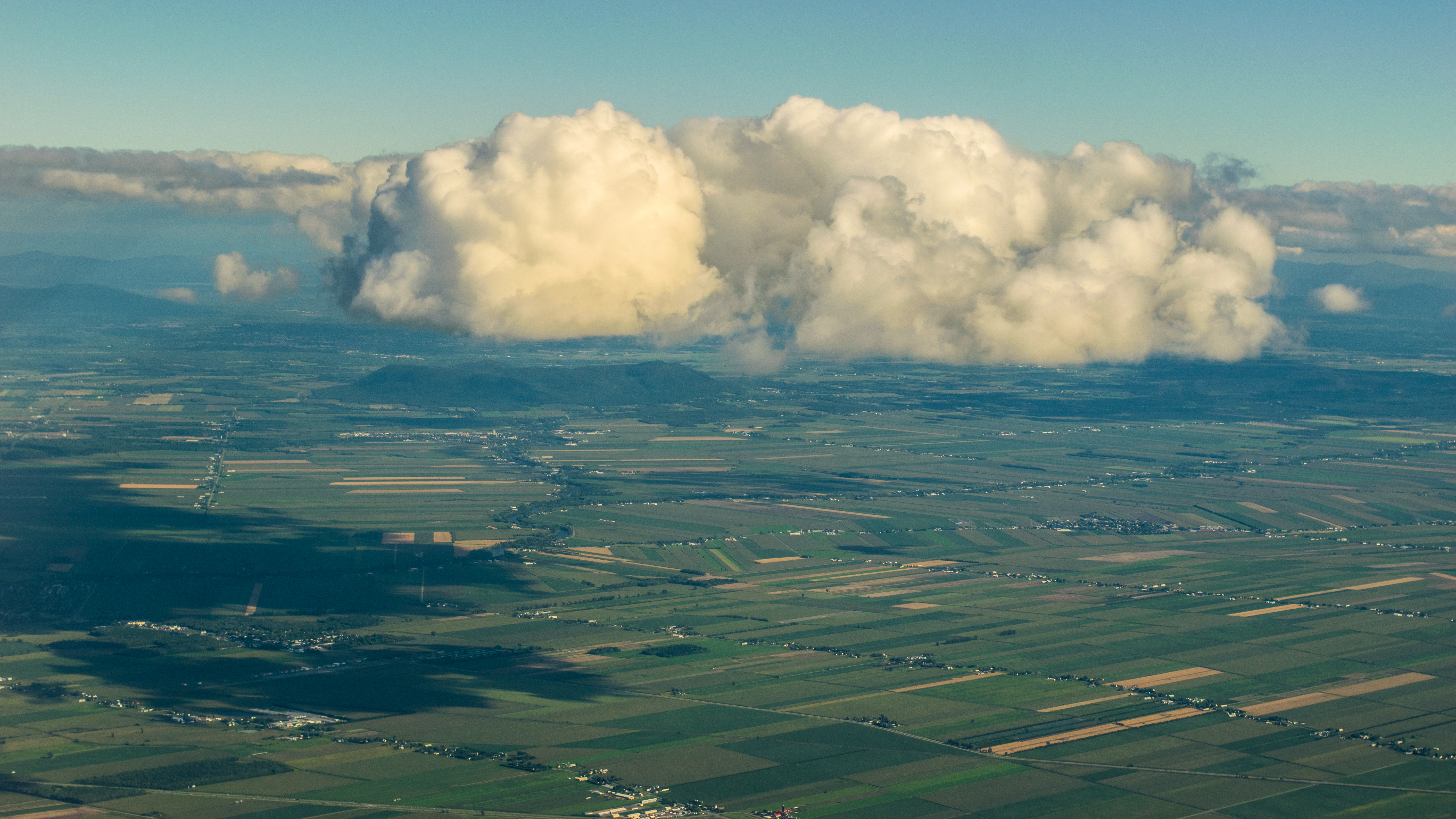
Cumulus vu d'un avion.

La condensation de vapeur d'eau forme des nuages que l'on classe en 10 genres. À basse altitude, on trouve des stratus, stratocumulus, cumulus. À moyenne altitude, on trouve des nimbostratus, altostratus et altocumulus. À haute altitude, on trouve des cirrus, cirrostratus et cirrocumulus. Et dans toutes les tranches d'altitude les cumulonimbus (c'est un nuage à grand développement vertical). Les nuages stratiformes sont signes d'un air stable et les nuages cumuliformes d'un air instable.
Au niveau du sol, la baisse de la visibilité en dessous de 5 km est appelée brume. Lorsque la visibilité est inférieure ou égale à 1 km, on parle de brouillard.

### Théorie du front polaire

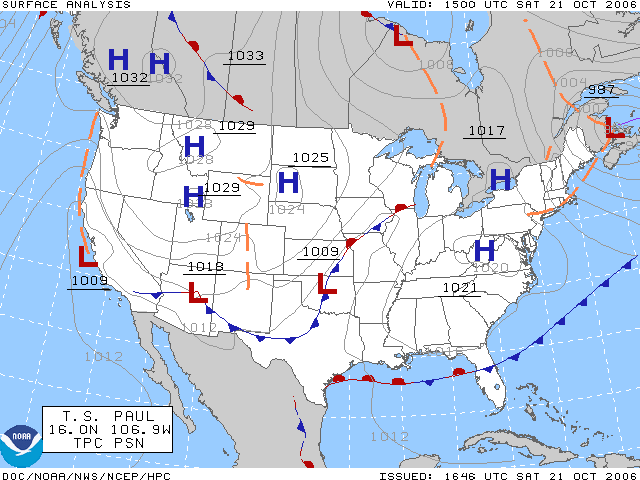
Carte d'analyse de surface d'Amérique du Nord du 21 octobre 2006 où les fronts sont tracés en couleur (Source NOAA).

Selon une théorie aujourd'hui dépassée mais pédagogiquement très accessible, la limite entre l'air froid du pôle et l'air chaud des zones équatoriales est appelée front polaire. Les mouvements d'air chaud vers le pôle et d'air froid vers l'équateur créent ce que l'on appelle des perturbations. Un secteur d'air chaud entre 2 masses d'air froid définit, vers l'avant, un front chaud et, vers l'arrière, un front froid. Le déplacement de ces 2 surfaces frontales entraîne tout un système nuageux.

### Turbulence

Flux laminaire en haut et turbulent en bas

La turbulence est un état d'instabilité de l'air qui peut avoir plusieurs origines. Elle peut être thermique à l'endroit où deux masses d'air de température différentes se rencontrent et se mélangent (on parle alors de front d'air chaud ou froid), dynamique lorsqu'un avion traverse un cisaillement des vents en altitudes ou mécanique encore à la suite du vent sur le relief.
La turbulence est ce que l'on ressent lorsqu'on est dans un avion qui subit des variations rapides et saccadées verticales. L'avion ne perd souvent que quelques dizaines de centimètres d'altitude dans ces variations d'air, souvent décrites comme « un trou d'air », qui résultent d'une différence de vitesse du vent provoquant une perte de portance de l'appareil. Dans les cas extrêmes, la perte d'altitude peut être beaucoup plus grande.

#### Mécanique

Vent passant au-dessus d'une montagne provoquant une ondulation du flux.

La turbulence mécanique peut être causée par des montagnes, des bâtiments ou tout autre obstacle affectant la direction de l'air. Ce type de turbulence n'est pas lié aux changements de température mais plutôt à un mouvement d'air interrompu et modifié.

#### En fonction des nuages
Il est possible de déterminer les zones probables de turbulence en observant les formations nuageuses. Ainsi un pilote de planeur peut déterminer approximativement quelle est la zone la plus propice aux mouvements d'air ascensionnels. Les Cumulus sont un bon indicateur d'instabilité de l'air. Il y a généralement beaucoup de turbulence sous et dans un nuage Cumulus. Les nuages associés aux plus fortes turbulences sont les Cumulonimbus (Cb). Au centre de ceux-ci, l'air chaud grimpe rapidement alors qu'autour, l'air refroidi par l'altitude redescend, causant ainsi des zones d'instabilité.

#### De sillage (Vortex)
La turbulence de sillage ou vortex est créé par le passage d'un aéronef. La forme de celui-ci ainsi que son type de motorisation influence la façon dont l'air se déplace derrière celui-ci. Ainsi un Jet 747 créé énormément de sillage (perturbation de l'air) alors qu'un avion léger tel qu'un planeur en crée peu. Un hélicoptère crée également une zone de vortex sous l'appareil. Un vortex peut rester dans l'air jusqu'à 10 minutes après le passage de l'aéronef.

### Vents

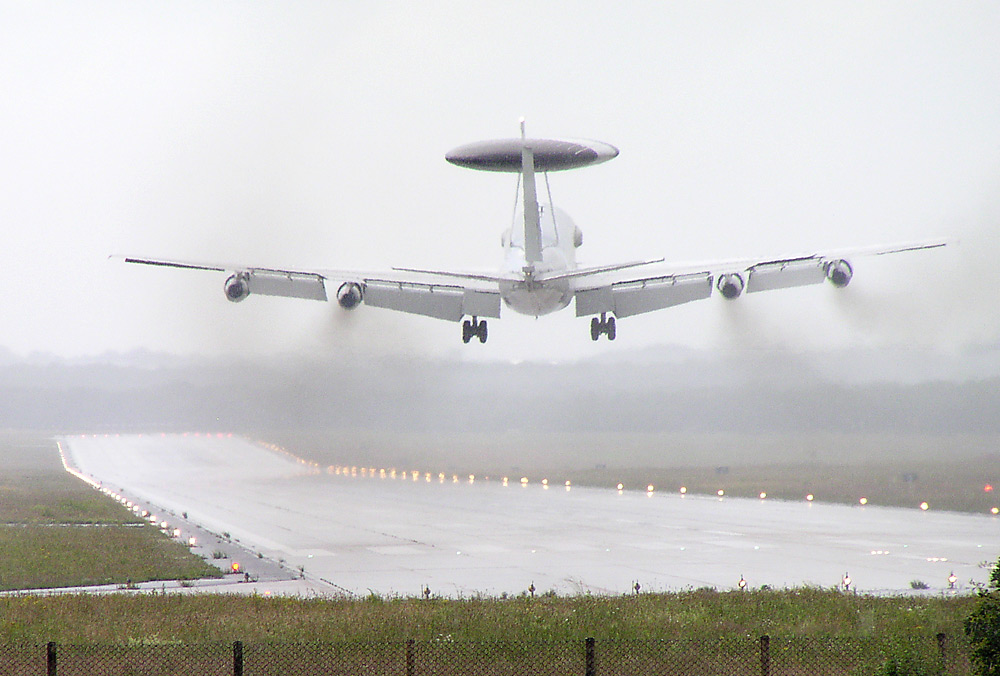
Atterrissage d'un Boeing par vent de travers, l'appareil doit adopter un axe latéral pour maintenir son approche.

Le calcul de la force et de la direction des vents est très important lors de la planification d'un vol. La direction du vent déterminera quelle piste utiliser (face au vent) alors que la force affectera le temps que prendra le voyage. Un vent de dos rendra l'appareil plus rapide alors qu'un vent de face le ralentira. Ainsi, la localisation du courant-jet, un courant d'air rapide et confiné que l'on trouve dans l'atmosphère de certaines altitudes, est essentielle dans la planification des vols.
La plupart des aéronefs ont une marge de vent latéral à ne pas dépasser lors de l'atterrissage. Ainsi, un planeur ultra-léger motorisé (ULM) pendulaire devra généralement atterrir avec un maximum de 25 km/h de vent latéral ou devoir trouver une piste dont l'orientation permet un atterrissage face au vent. Les vents forts vont aussi dévier les aéronefs de leur trajectoire. Ainsi, il n'est pas rare de voir un avion se dirigeant vers une direction x alors que le nez de l'appareil pointe dans une direction différente de quelques degrés par vent de travers. C'est ce qu'on appelle voler en crabe.

### Phénomènes dangereux

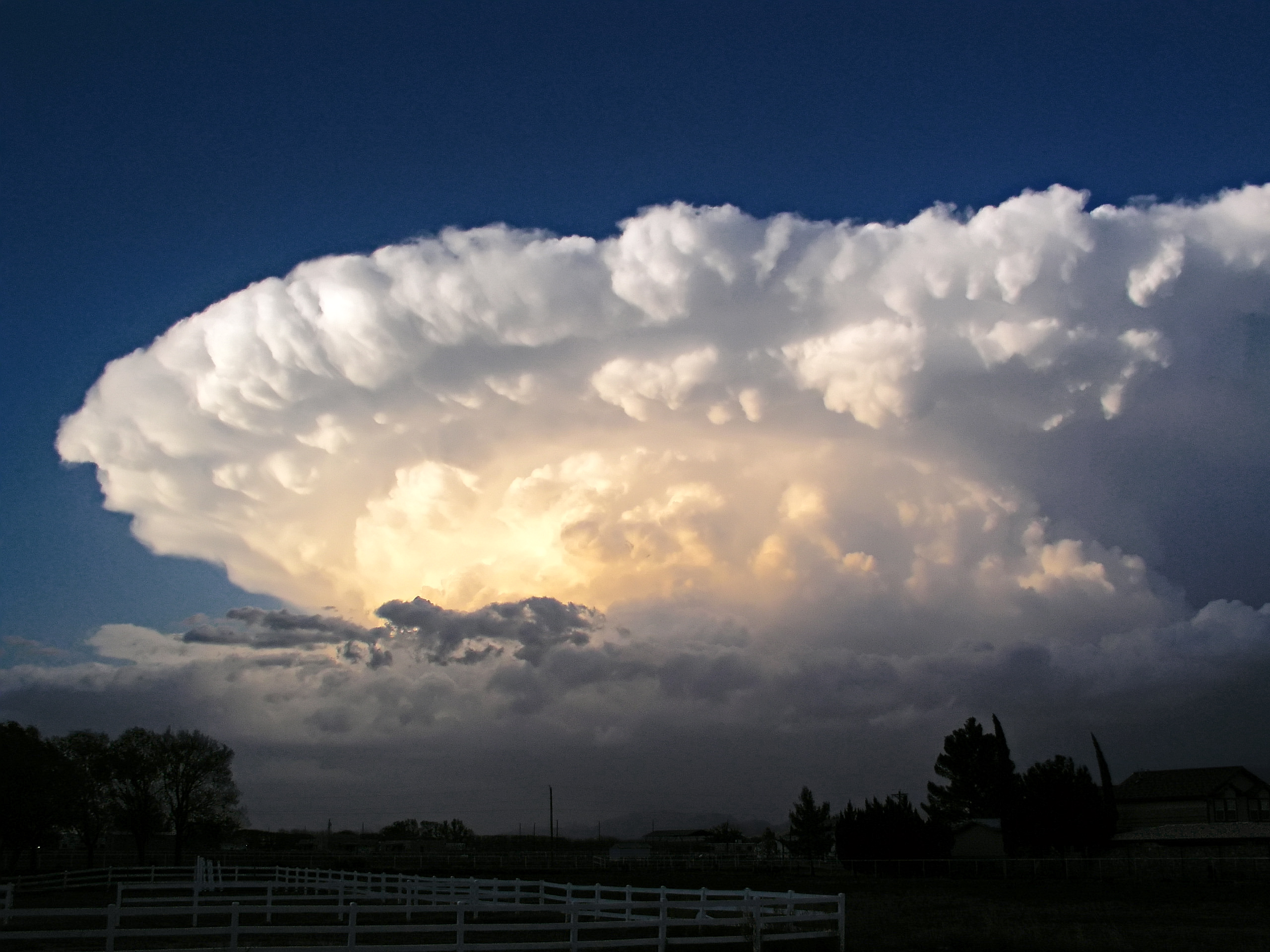
Cumulonimbus associé à un orage supercellulaire

Les phénomènes particuliers et dangereux en aviation, sont la turbulence, le givrage et les orages. Une turbulence trop forte peut amener l'avion à des contraintes structurelles trop fortes. Le givrage de la cellule entraîne un alourdissement de l'avion, une modification du profil aérodynamique, des erreurs instrumentales ou encore un blocage des commandes. Le givrage des entrées d'air peut amener le moteur à s'arrêter, celui des hélices à diminuer fortement leur rendement et à engendrer des vibrations. Les orages cumulent les 2 effets précédents et ajoutent les dangers liés à des fortes précipitations de pluie ou de grêle et ceux liés à la foudre (bien que minime en aviation). L'ensemble de ces éventualités est pris en compte dès la conception des aéronefs afin de rendre le risque minime.

## Assistance aux pilotes
Les pilotes disposent d'un certain nombre d'informations pour préparer et exécuter leurs vols en bonne connaissance de la météo :
- Tout d'abord, des observations régulières sont faites aux aérodromes et stations supplémentaires. Elles sont transmises toutes les heures sous forme de messages codés appelés METAR qui donnent le vent, la visibilité, la température, l'hygrométrie, la hauteur des nuages, la nébulosité, la pression atmosphérique et les phénomènes particuliers. Des METAR sont également émis lorsque les conditions changent au-delà d'une certaine limite, par exemple lorsque le plafond ou la visibilité font passer les conditions de vol à vue aux conditions de vol aux instruments.
- Des prévisions appelées TAF sont émises par les services nationaux de météorologie pour les aéroports. Elles sont émises à toutes les 3 ou 6 heures et couvrent des périodes allant de 9 (TAF courts) à 24 heures (TAF longs). Ces messages indiquent les mêmes éléments que le METAR mais donnent en plus des indications sur la turbulence et le givrage prévus et sur l'évolution du temps.
- Des bulletins écrits et cartes d'analyse et de prévision des vents, des nuages, de la turbulence et du givrage sont émises pour différents niveaux de l'atmosphère et couvrant tout le globe terrestre. Ce sont les prévisions de zone pour l'aviation qui sont émises quatre fois par jour mais qui peuvent être modifiées par des bulletins spéciaux appelés AIRMET.
- Les alertes pour des phénomènes très dangereux sont décrits par un message SIGMET.
- En vol, le pilote peut se renseigner auprès des services de la circulation aérienne sur les dernières observations et prévisions.
- Le pilote peut également signaler les conditions météorologiques dangereuses qu'il rencontre par un message codé appelé PIREP. De plus en plus d'avions sont également équipés de systèmes automatiques, opérés sous le programme AMDAR, pour rapporter température, humidité et vent comme complément des radiosondages. Ces informations serviront aux météorologues dans leurs prévisions à l'aviation.

Pour exécuter un vol à vue ou un vol aux instruments, le pilote doit respecter un certain nombre de minima météorologiques qui dépendent de ses qualifications, de l'équipement de son avion, des zones qu'il traverse ou du terrain sur lequel il décolle ou se pose.
Typiquement, un vol à vue en espace aérien non contrôlé requiert une visibilité de 1500 m (si sa vitesse indiquée est inférieure à 140 kts) et qu'il est à ou au-dessous du plus haut des 2 niveaux suivants : 3000 ft AMSL (au-dessus du niveau de la mer) ou 1000 ft ASFC (altitude par rapport au sol). En espace aérien contrôlé, les minima météorologiques exigent une visibilité horizontale de 5000 m (8000 m au-dessus de 10000 ft d'altitude), un espacement par rapport aux nuages de 1500 m horizontalement et 300 m verticalement. Néanmoins, pour les vols dans une zone de contrôle, une clairance dérogatoire dite "VFR spécial" peut-être accordée. Elle diminue les minima à une visibilité de 1500 m et exige de rester hors des nuages, et en vue de la surface.
Le vol VFR est dit on top lorsqu'il est effectué au-dessus d'une couche nuageuse (les phases de montée et de descente étant effectuées sans rentrer dans les nuages). Ces vols sont soumis à conditions (altitude minimale, de jour uniquement, équipement de radiocommunication et de navigation obligatoires).
Un vol aux instruments n'a pas ce genre de limites sauf pour les phases d'atterrissage ou de décollage.